# Amalia Mesa-Bains
Amalia Mesa-Bains (nacida el 10 de julio de 1943), nacida en Santa Clara, California, es una psicóloga, curadora, autora y artista.

## Biografía
Recibió una licenciatura en arte en pintura de San Jose Universidad Estatal antes de ganar una maestría en arte en educación interdisciplinaria de San Francisco Universidad Estatal y un doctorado en psicología clínica del Wright Instituto en Berkeley, Californ Unificado de San Francisco. Durante el periodo entre 1965–1985 sea la silla de comité regional (California del Norte) para la exposición Arte Chicano: Resistencia y Afirmación. Ha escrito Ceremonia de Espíritu: Naturaleza y Memoria en Contemporáneos Latino Arte.

## Premios
En 1989, recibió el Premio de Honor del Casal de la Misión de San Francisco, el Premio de Artista de la Asociación de Culturas Americanas, y el Premio de Mujeres Trabajadoras de la Fundación Chicana del Señalado de California del Norte en 1990, el Premio de Palma Dorada de INTAR-Centro de Artes Hispánicas en 1991, y el Premio de Camaradería MacArthur en 1992.

## Exposiciones
Su primera exposición era en los Premios Phelan de 1967 que ocurrieron en el Palacio de la Legión de Honor en San Francisco. Comenzó a crear instalaciones de altar en 1975. Su trabajo artístico es a menudo autobiográfico, relacionando a su patrimonio católico mexicano. A pesar de que estos trabajos toman la forma de un altar, no son específicamente destinado para uso religioso. Según Kristin G. Congdon y Kara Kelley Hallmark, autores de Artistas de Culturas Latinoamericanas: Un Diccionario Biográfico, "[Los] altares [de Mesa-Bains] a menudo honran mujeres quiénes han roto barreras sociales." Utilizando las técnicas relacionadas para fundar arte, Mesa-Bains ha incorporado "hojas secas, rocas, fragmentos cerámicos precolombinos" y otros materiales inusuales para construir obras de arte como su 1987 Gruta de las Vírgenes, el cual está dedicada a la pintora Frida Kahlo (1907–1954), la actriz Dolores del Río (1904–1983), y a la abuela del artista.

## Colecciones
Su instalación, Ofrenda para Dolores Del Rio (1984, revisado 1991), estuvo coleccionado por el Smithsonian Museo de Arte Americano como parte de la exposición Nuestra América: La Presencia Latina en Arte Americano (2013), el cual destaca contribuciones de Arte Latino a la historia de arte americano.